# Pippo - Divertirsi in sicurezza
Pippo - Divertirsi in sicurezza (Goofy: How to Stay at Home) è una miniserie di cortometraggi realizzati da Walt Disney Animation Studios, diretti da Eric Goldberg e pubblicati in streaming su Disney+ l'11 agosto 2021.

## Trama
I tre cortometraggi fanno parte della serie How To di Pippo e vedono il protagonista impegnato in situazioni tipiche del periodo di lockdown della pandemia di COVID-19. Accompagnato da un narratore, Pippo cerca di indossare una mascherina per uscire di casa, impara a cucinare e improvvisa una maratona di serie televisive per combattere la noia.

## Episodi
| nº | Titolo originale   | Titolo italiano              | Pubblicazione  |                |
| -- | ------------------ | ---------------------------- | -------------- | -------------- |
| 1  | How to Wear a Mask | Come indossare la mascherina | 11 agosto 2021 | 11 agosto 2021 |
| 2  | Learning to Cook   | Imparare a cucinare          | 11 agosto 2021 | 11 agosto 2021 |
| 3  | Binge Watching     | La maratona televisiva       | 11 agosto 2021 | 11 agosto 2021 |

## Personaggi e doppiatori
- Pippo: il simpatico cane protagonista di molti cortometraggi, che affronta la pandemia di COVID-19 finendo in situazioni comiche. Doppiato in originale da Bill Farmer e in italiano da Roberto Pedicini.
- Narratore: come in altre iterazioni di Pippo, illustra allo spettatore ciò che Pippo tenta di fare, in maniera comica e non-sense. Doppiato in originale da Corey Burton e in italiano da Michele Kalamera.

## Colonna sonora
La colonna sonora è composta da alcune tracce provenienti da corti e film anni '40 e '50, oltre che dalla classica sigla dei corti storici di Pippo.

## Distribuzione
I tre cortometraggi sono stati pubblicati su Disney+ l'11 agosto 2021, raccolti anche in un unico episodio da 6 minuti dal titolo Disney presenta Pippo: divertirsi in sicurezza.